# Dei Lucrii
Según la mitología romana, los Dei Lucrii son las deidades propicias a las actividades económicas, el comercio y la producción del dinero. Su culto quedó tan reducido con la llegada de Mercurio que desde entonces se convirtieron en vanos sirvientes de este dios.
Se supone que son hijos de Mercurio y Larunda, y son hermanos de los lares.

## Lista de los Dei Lucrii
- Mercurio, dios del comercio.
- Esculano, dios de las minas y de las monedas de bronce.
- Argentinus, padre de Esculano y dios de las monedas de plata.

Más tarde, entre ellos se añadió al dios Pecunia, la deidad de los metales que producen riqueza.
- Datos: Q5252397